# Teuchestes analis
Teuchestes analis är en skalbaggsart som beskrevs av Fabricius 1787. Teuchestes analis ingår i släktet Teuchestes och familjen Aphodiidae. Inga underarter finns listade i Catalogue of Life.